# Instalación nuclear de Natanz
La instalación nuclear de Natanz, oficialmente Instalaciones Nucleares Shahid Ahmadi Roshan, es una de las instalaciones nucleares de Irán, que se construyó cerca de Natanz para el enriquecimiento de uranio. El centro forma parte del programa nuclear de Irán, cuyo coste estimado es de entre 2 y 3 billones de dólares.  La instalación subterránea de enriquecimiento de uranio de este centro está protegida por un escudo de hormigón armado con un espesor de aproximadamente 7,6 metros.
Según las autoridades iraníes, las centrifugadoras de este centro están construidas bajo tierra, a una profundidad de 40 a 50 metros de la tierra. Este diseño de construcción se eligió para la «seguridad de las personas» y también para su protección ante un «posible ataque aéreo».
La existencia de este centro nuclear fue indicada por primera vez en 2002 por la Organización de los Muyahidines del Pueblo de Irán. Reuters informó que se produjeron explosiones en la zona durante los ataques israelíes contra Irán en junio de 2025. La instalación sobre la superficie habría sido destruida durante los ataques, según el jefe del Organismo Internacional de Energía Atómica, Rafael Grossi.

## Denominación
En febrero de 2012, con la presencia de Mahmud Ahmadineyad, entonces presidente de Irán, los nombres de cinco centros y departamentos nucleares de Irán fueron cambiados por los nombres de cinco personas asesinadas. El nombre de la Instalación Nuclear de Natanz fue cambiado a "Instalación Nuclear Shahid Ahmadi Roshan", en memoria de Mostafa Ahmadi Roshan, quien fue asesinado el 11 de enero de 2012.
Antes de eso, el nombre de esta instalación nuclear era el mismo que el de la ciudad cercana, Natanz. Todavía se conoce internacionalmente con el nombre de "Instalación Nuclear de Natanz".

## Instalaciones
La planta de enriquecimiento de combustible (Fuel Enrichment Plant: FEP) tiene una superficie de 100.000 metros cuadrados y está construida a 8 metros bajo tierra y protegida por un muro de hormigón de 2,5 metros de espesor, protegido a su vez por otro muro de hormigón. En 2004 se reforzó la cubierta con hormigón armado y se cubrió con 22 metros de tierra. El complejo ha sido descrito como de aproximadamente tres pisos bajo tierra, y consta de tres edificios subterráneos, dos de los cuales fueron construidos para albergar 50.000 centrifugadoras, de las cuales alrededor de 14.000 están instaladas y aproximadamente 11.000 están en funcionamiento, y seis edificios sobre el suelo, incluidas dos salas de 25.000 metros cuadrados utilizadas para el ensamblaje de centrifugadoras de gas, así como varios edificios administrativos.
La planta piloto de enriquecimiento de combustible (PFEP) está ubicada dentro del complejo que alberga la FEP en varios edificios sobre el suelo y sirve como instalación para investigación, desarrollo, pruebas y enriquecimiento piloto.   La instalación comenzó a funcionar en 2003. Consta de una nave dividida en una sección para investigación y desarrollo y otra para producción, y puede albergar 6 cascadas de 164 centrifugadoras cada una. Irán utiliza la PFEP para probar nuevos diseños de centrífugas. Los informes del OIEA han documentado la presencia de centrifugadoras IR-1, IR-2m, IR-3, IR-4, IR-5, IR-6 e IR6s en la instalación, y, a partir de noviembre de 2022, Irán participó en las pruebas de centrifugadoras IR-8, IR-8b e IR-9 en el sitio.

## Historia

### Reconocimiento, operaciones y expansión
En 2002, el NCRI expuso la existencia de una instalación de enriquecimiento de uranio no revelada en Natanz, lo que generó inquietudes sobre el programa nuclear de Irán. Este sitio, que alguna vez fue secreto, fue uno de los dos expuestos por Alireza Jafarzadeh en agosto de 2002.
En 2003, después de que el gobierno iraní reconociera formalmente las instalaciones, la Agencia de Energía Atómica las inspeccionó y descubrió que tenían un programa nuclear más avanzado de lo que había anticipado previamente la inteligencia estadounidense. El descubrimiento inicial de la instalación de enriquecimiento en Natanz, así como la negativa de Irán a cooperar plenamente con el OIEA, aumentaron las tensiones entre Irán y las potencias occidentales.
En febrero de 2003, el director general del OIEA, Mohamed ElBaradei, visitó el sitio e informó que 160 centrifugadoras estaban terminadas y listas para funcionar, y que otras 1.000 estaban en construcción en el sitio. Durante 2003, los inspectores del OIEA encontraron partículas de uranio altamente enriquecido (UME) en las instalaciones de Natanz. Irán afirmó que el material fue contaminado por el país proveedor, aunque no lo mencionó. De conformidad con el Código 3.1 de los Acuerdos Subsidiarios del acuerdo de salvaguardias de Irán que estaban en vigor hasta ese momento, Irán no estaba obligado a declarar la instalación de enriquecimiento de Natanz hasta seis meses antes de que se introdujera material nuclear en la instalación.
El enriquecimiento de uranio en la planta se detuvo en julio de 2004 durante las negociaciones con los países europeos. En 2006, Irán anunció que reanudaría el enriquecimiento de uranio. En septiembre de 2007, el gobierno iraní anunció que había instalado tres centrifugadoras en Natanz. En 2010, el gobierno iraní informó al Organismo Internacional de Energía Atómica (OIEA) que los futuros programas de enriquecimiento se realizarían en Natanz y comenzarían en marzo de 2011.
Tras la elección de Mahmud Ahmadineyad como presidente de Irán en agosto de 2005, el régimen cambió su postura de cooperación con el OIEA; el 10 de enero de 2006, Irán retiró los sellos de protección del OIEA de las instalaciones y reanudó el enriquecimiento de uranio, introduciendo gas hexafluoruro de uranio (UF6) en las centrifugadoras tanto de la FEP como de la PFEP.  Según el OIEA, en 2009 había aproximadamente 7.000 centrifugadoras instaladas en Natanz, de las cuales 5.000 producían uranio poco enriquecido. En agosto de 2010, el OIEA afirmó que Irán había comenzado a utilizar un segundo conjunto de 164 centrifugadoras conectadas en cascada para enriquecer uranio hasta un 20% en su planta piloto de enriquecimiento de combustible de Natanz. 
En 2010, un anuncio iraní confirmado por el OIEA afirmó que la PFEP había comenzado a enriquecer hexafluoruro de uranio (UF6) al 20%. Desde julio de ese año, Irán ha estado alimentando UF6 a dos cascadas IR-1 interconectadas de 164 centrifugadoras cada una, en la sala de producción. En mayo de 2013, Irán había producido 177,8 kg de UF6 enriquecido hasta el 20% en el PFEP.  Este desarrollo aumentó las preocupaciones sobre una posible ruptura nuclear, ya que una gran reserva de uranio enriquecido al 20% reduciría en más de la mitad el tiempo necesario para producir uranio apto para armas. En abril de 2021, Irán comenzó a enriquecer UF6 al 60% en la PFEP, utilizando centrífugas IR-4 e IR-6.
En enero de 2013, Fereydoun Abbasi, de la Organización de Energía Atómica de Irán, declaró: «El enriquecimiento de uranio al cinco por ciento continúa en Natanz, y continuaremos con el enriquecimiento al 20 por ciento en Fordo y Natanz para satisfacer nuestras necesidades».
La inspección diaria por parte del OIEA del sitio de Natanz fue acordada como parte del acuerdo de reducción del enriquecimiento nuclear suscrito con los países del P5+1 en noviembre de 2013.
En julio de 2020, la Organización de Energía Atómica de Irán publicó fotografías de un edificio, presuntamente una instalación de ensamblaje de centrifugadoras, después de una explosión reciente. Un funcionario de inteligencia de Oriente Medio, cuyo nombre no se dio a conocer, afirmó posteriormente que los daños a las instalaciones fueron causados por un dispositivo explosivo.
El 28 de octubre de 2020, el Organismo Internacional de Energía Atómica (OIEA) publicó imágenes satelitales que revelaban que Irán había comenzado la construcción de una planta subterránea cerca de sus instalaciones nucleares en Natanz. En marzo de 2021, Irán reanudó el enriquecimiento de uranio en las instalaciones de Natanz con un tercer conjunto de centrifugadoras nucleares avanzadas, en una serie de violaciones del extinto acuerdo nuclear de 2015.
En octubre de 2020, el Centro de Estudios de No Proliferación publicó imágenes satelitales que reconocían que Irán había comenzado la construcción de una planta subterránea cerca de sus instalaciones nucleares en Natanz. En noviembre de 2020, el OIEA informó que Irán había comenzado a introducir hexafluoruro de uranio (UF6) en una cascada subterránea recién instalada de 174 centrifugadoras IR-2m avanzadas en Natanz, algo que el PAIC no permitió. En diciembre de 2020, el OIEA informó que Teherán posee «más de 12 veces la cantidad de uranio enriquecido» permitida por el PAIC, y que «también se han iniciado las obras de construcción de nuevas instalaciones subterráneas cerca de Natanz, su principal instalación de enriquecimiento».
En marzo de 2021, Irán reanudó el enriquecimiento de uranio en las instalaciones de Natanz con un tercer conjunto de centrifugadoras nucleares IR-4 avanzadas, en una serie de violaciones del Plan de Acción Integral Conjunto  El 10 de abril, Irán comenzó a inyectar gas hexafluoruro de uranio en centrifugadoras avanzadas IR-6 e IR-5 en Natanz, pero al día siguiente se produjo un accidente en la red de distribución eléctrica.  El 11 de abril, IRNA informó que el incidente se debió a un corte de energía y que no hubo heridos ni escapes de material radiactivo. Finalmente surgieron más detalles que demostraban que en realidad fue Israel el que orquestó el ataque. 
El 14 de abril de 2022, el OIEA dijo en un informe visto por Reuters que Irán está comenzando a operar un nuevo taller en Natanz que construiría piezas para centrifugadoras de enriquecimiento de uranio utilizando maquinaria reubicada desde su planta de Karaj, ahora cerrada.
El 29 de abril de 2022, según el director general del OIEA, Rafael Grossi, el nuevo taller iraní en Natanz para la fabricación de piezas de centrífugas se instaló bajo tierra, presumiblemente para protegerlo de posibles ataques.
Según Iran Watch, en octubre de 2024, la Planta de Enriquecimiento de Combustible de Natanz (FEP) operaba 36 cascadas (grupos) de centrifugadoras IR-1 y 30 centrifugadoras más avanzadas de los modelos IR-2m, IR-4 e IR-6, mientras que la Planta Piloto de Enriquecimiento de Combustible (PFEP) de Natanz operaba cerca de 1000 centrifugadoras avanzadas de los modelos IR-4 e IR-6, que enriquecen uranio al 60%. Hay varios miles de centrifugadoras IR-1 almacenadas en Natanz, así como una serie de centrifugadoras potentes en desarrollo que contribuyen al crecimiento de las reservas de uranio enriquecido de Irán. La acumulación y el eventual despliegue de un gran número de centrifugadoras permitirían a Irán acelerar la producción de combustible nuclear y potencialmente permitir un mayor enriquecimiento de uranio apto para armas.
En noviembre de 2024, según el Washington Post, las imágenes de satélite mostraban que la construcción está en marcha en la instalación nuclear de Natanz. Además, el Organismo Internacional de Energía Atómica había anunciado que Irán estaba construyendo una planta de ensamblaje de centrifugadoras avanzadas en el subsuelo de la instalación nuclear de Natanz.

### Sabotajes y ciberataques
La planta nuclear de Natanz fue atacada por un sofisticado ciberataque que presuntamente fue llevado a cabo en una operación llamada Juegos Olímpicos por una coalición de organizaciones de inteligencia alemanas, francesas, británicas, estadounidenses, holandesas e israelíes. El ataque utilizó un gusano Stuxnet que dificultó el funcionamiento de las centrifugadoras de la planta y les causó daños con el tiempo. El supuesto objetivo del ciberataque no era destruir completamente el programa nuclear de Irán, sino detenerlo lo suficiente para que las sanciones y la diplomacia surtieran efecto. Este supuesto objetivo se logró, ya que en julio de 2015 se alcanzó el tratado nuclear del Plan de Acción Integral Conjunto con Irán.
El 2 de julio de 2020, una explosión afectó la planta de ensamblaje de centrifugadoras. Tres cuartas partes de las instalaciones sobre el suelo, donde se ensamblaban centrifugadoras avanzadas resultaron dañadas. Irán admitió daños graves en sus instalaciones, mientras que los analistas occidentales dijeron que la explosión había retrasado el programa nuclear iraní entre uno y dos años. El mismo día, una fuente con sede en Estados Unidos informó que un grupo que se autodenomina "Panteras de la Patria" (en iraní: yuzpalangan vatan ) se atribuyó la responsabilidad de la explosión. The New York Times afirmó que una fuente que identificó como "un funcionario de inteligencia de Medio Oriente con conocimiento del episodio" le dijo al periódico que Israel era responsable del ataque y que se había utilizado una poderosa bomba. Además, citó a un miembro de la Guardia Revolucionaria de Irán que fue informado sobre el tema y habló con el periódico de forma anónima, afirmando que se utilizó un dispositivo explosivo. El New York Times informó más tarde que funcionarios con conocimiento del asunto declararon que la explosión probablemente fue resultado de una bomba, posiblemente en un gasoducto estratégico, pero que no se descartaba un ciberataque. El periódico kuwaití Al-Jarida informó que Israel había provocado la explosión con un ciberataque.
El 10 de abril de 2021, Irán comenzó a inyectar gas hexafluoruro de uranio en centrifugadoras avanzadas IR-6 e IR-5 en Natanz, pero al día siguiente se produjo un accidente en la red de distribución eléctrica.  El 11 de abril, IRNA informó que el incidente se debió a un corte de energía y que no hubo heridos ni escapes de material radiactivo. Los informes afirmaron que el Mosad había orquestado el ataque.  El 17 de abril, la televisión estatal iraní nombró a Reza Karimi, de 43 años y natural de Kashan, como sospechoso del apagón, afirmando que había huido del país antes de que ocurriera el sabotaje.  En julio de 2021, según se informa, Irán limitó el acceso de los inspectores a la planta.

### Ataques aéreos israelíes y estadounidenses de 2025

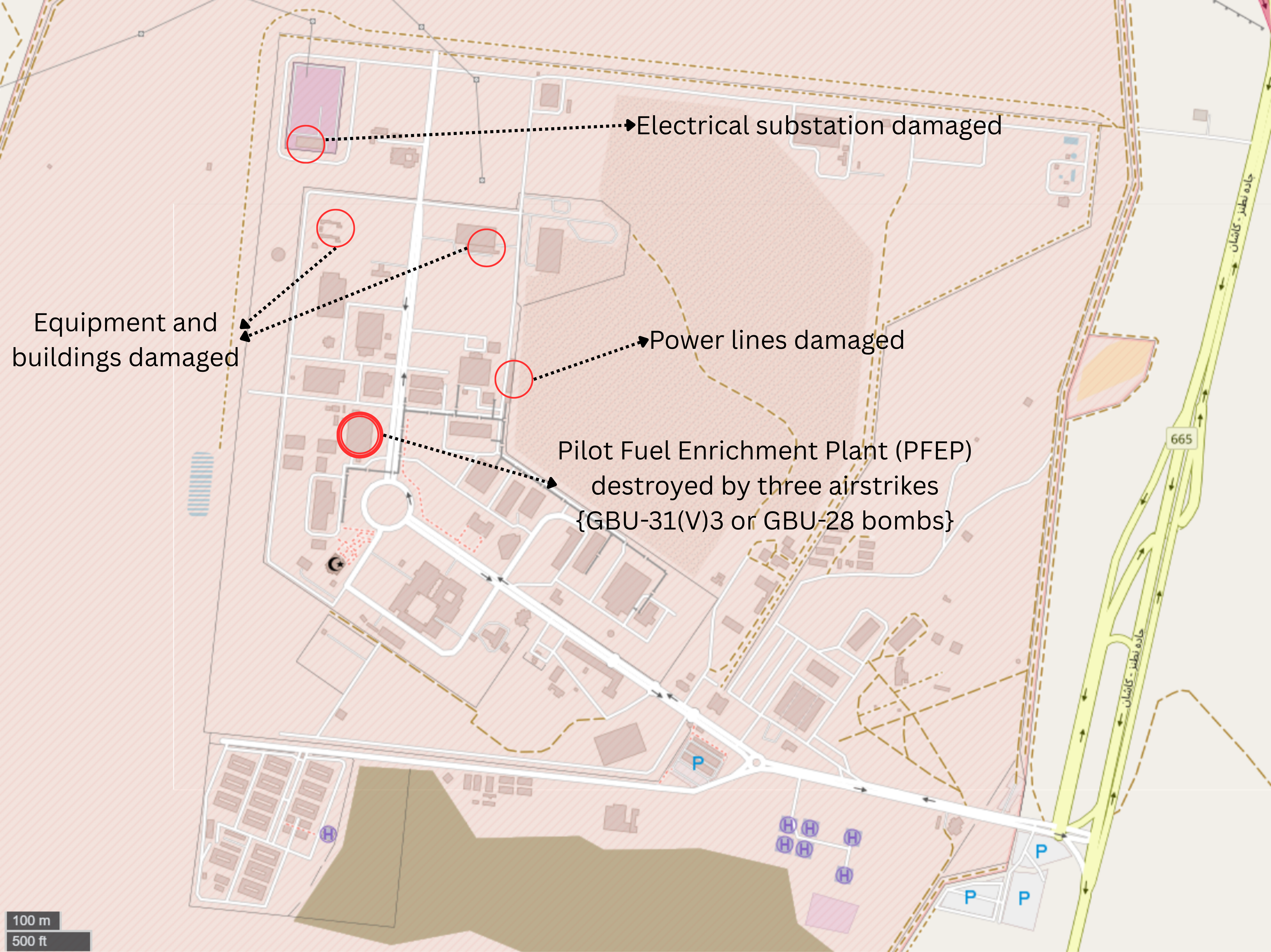
Lugares de ataque aéreo israelí en la instalación nuclear de Natanz (en Inglés)

Fuentes informan que el sitio fue atacado como parte de la Operación León Creciente. Un funcionario israelí afirmó que la instalación fue destruida. Según el jefe del OIEA, Rafael Grossi, la instalación de enriquecimiento en superficie quedó completamente destruida. Se presume que las 15.000 centrífugas habrían sufrido graves daños debido a la falla del suministro eléctrico de la instalación, lo que habría provocado un corte de energía que habría afectado a las máquinas que giran a velocidades extremadamente altas.